# Candás
Candás es la parroquia más poblada del concejo asturiano de Carreño (España) así como su capital. 

## Descripción

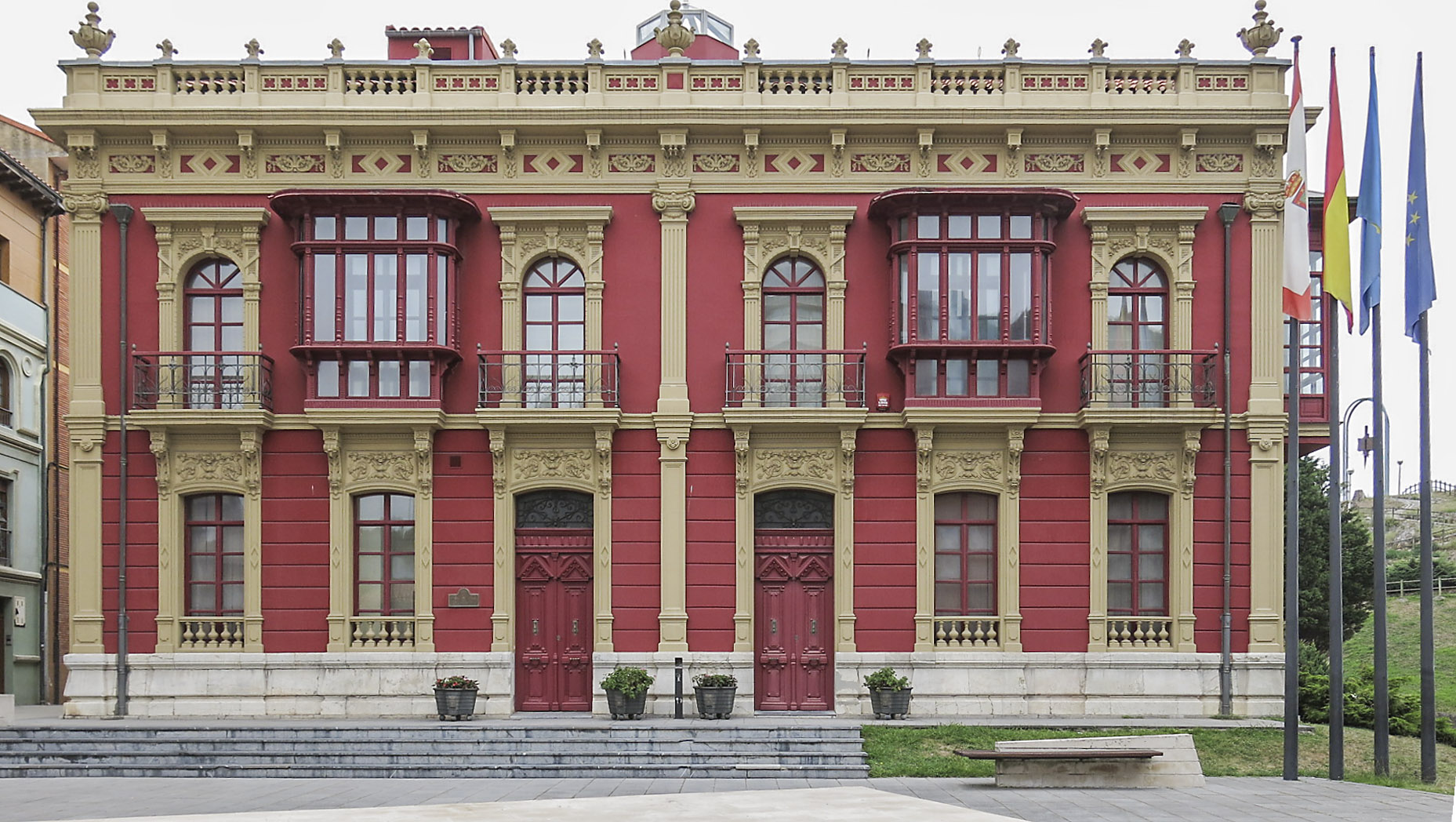
Ayuntamiento

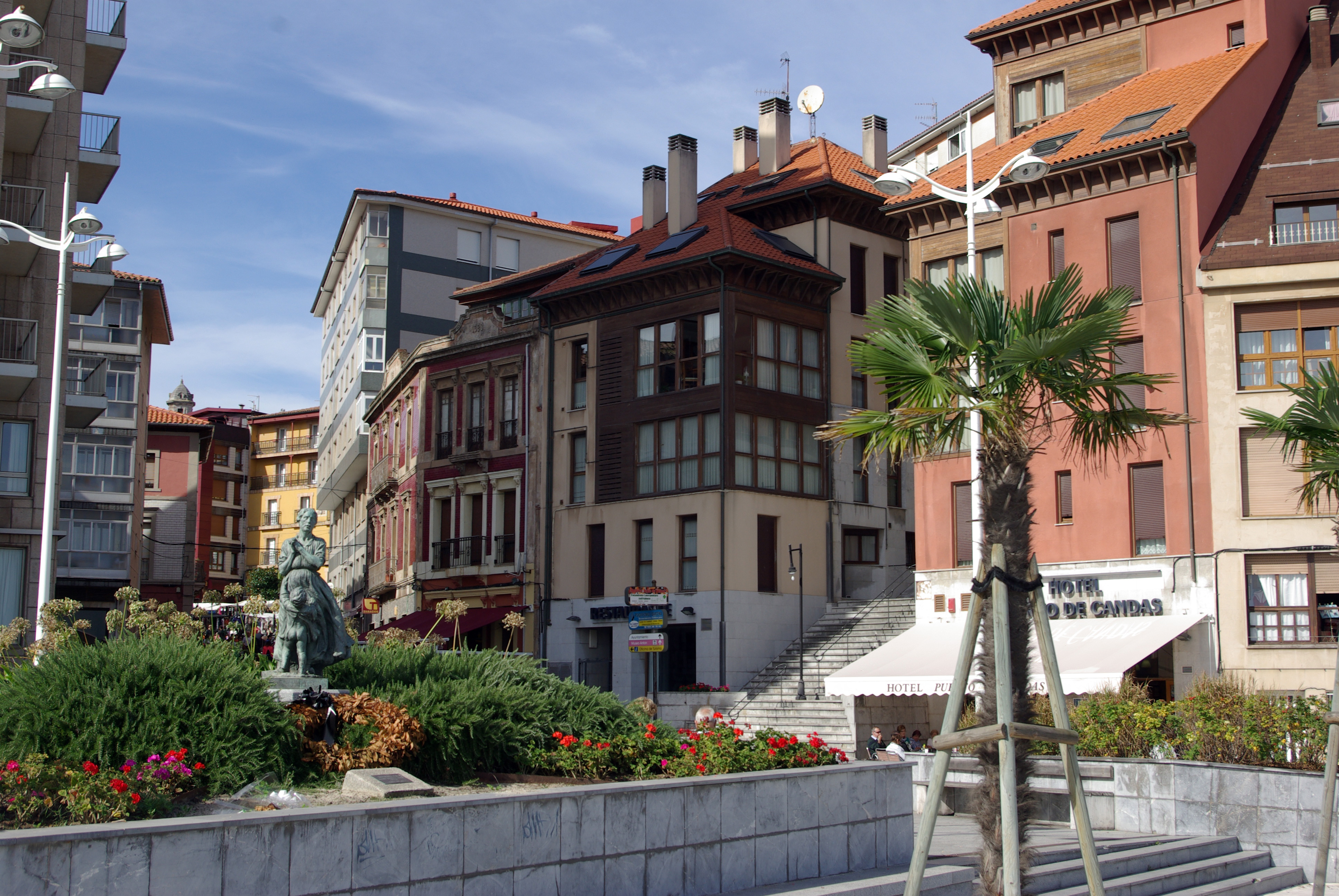
Zona del puerto

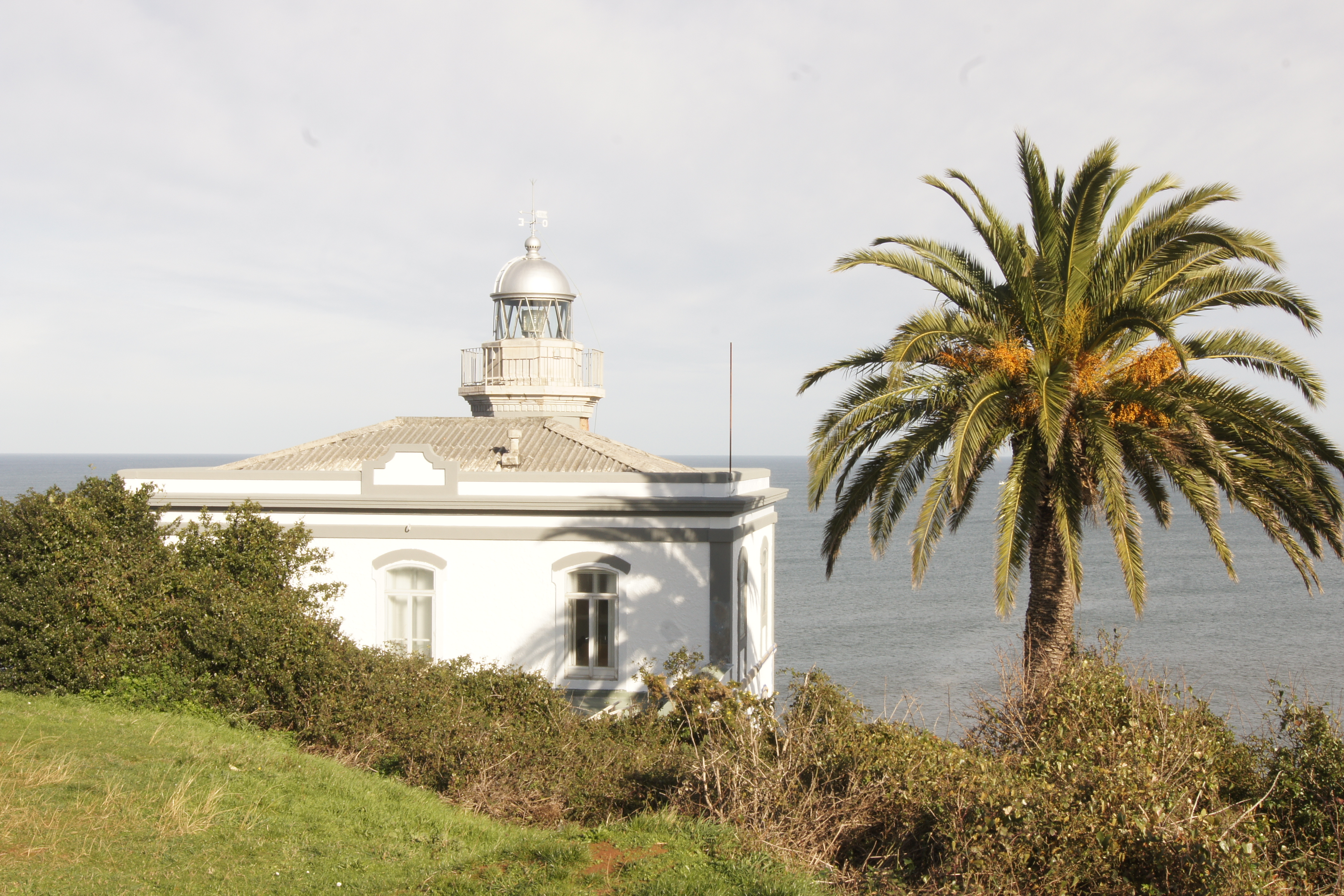
Faro de Candás

Se localiza en uno de los puntos más septentrionales de la península ibérica, a 13 kilómetros del Cabo de Peñas. Se encuentra perfectamente comunicada con Gijón y Avilés, ciudades de las que se encuentra separada por 13 kilómetros de la primera y 17 de la segunda, así como de Oviedo, de la que dista 30 kilómetros. La parroquia en su conjunto cuenta con 7.320 habitantes, y la villa de Candás con 6.836 (INE 2009).
La villa de Candás surge alrededor de su puerto, habiendo noticias de su pesca en el siglo XIII así como de la ampliación del puerto en el siglo XVI. En ese momento el concejo pertenecía a Avilés. Una de las cazas más habituales era la de la ballena. La aproximación al mar de Irlanda fue la causante, según la tradición, de la aparición de la figura del Cristo de Candás. En 1624 tiene lugar el conocido como Pleito de los Delfines, por lo cuales los pescadores de Candás se enfrentaron ante la justicia con los delfines que producían daños en los aparejos de pesca. En el siglo XVIII es cuando se mejora y crece la villa de Candás, que recibe permiso para instalar cañones para su defensa, construye el actual puerto y funda las cofradías de pescadores de Ntra. Sra. del Carmen y las Ánimas del Purgatorio. Posteriormente, nacerá la industria conservera que, junto a la pesca, se convierte en la actividad económica principal de Candás. Con ello se construye el ferrocarril hasta Gijón, además de otras industrias. A mediados del siglo XX se benefició de la construcción de la siderúrgica estatal ENSIDESA (actualmente Arcelor Mittal) en la comarca de Avilés. En el siglo XX la villa disfruta de ateneo obrero, cine, etc. Actualmente, la economía local se basa en su cercanía a las ciudades de Avilés y Gijón y, especialmente, a la actividad turística y hostelera, principalmente en época estival.
Candás cuenta con una playa urbana, La Pregona, y en el mismo paseo marítimo se llega a los barrios de Perán y Perlora, donde se ubican el campamento y otros arenales.
Además, cuenta con estación de ferrocarril y apeadero.

### Gastronomía
Como todas las localidades de la costa asturiana, en Candás destacan los restaurantes especializados en pescados y mariscos. También es típico el fariñón, un embutido hecho a base de harina de maíz, tocino, sangre, cebolla, perejil y orégano. Entre los postres, cabe destacar las conocidas marañuelas, los candasinos o el arroz con leche.

## Entidades de población
Cuenta con los siguientes lugares dentro de su territorio:
- Candás
- El Carbayu (Carbayo)
- Carnicera
- Les Cases del Molín (Casas Molino)
- La Cruz (La Cruz de Arrabal)
- La Estación
- La Forca
- El Llagarón
- La Mata
- La Matiella
- El Piñéu (Peñeo)
- La Piedra
- Piñeres
- El Regueral (Regueral)
- Fuxa (San Roque)
- El Sanatorio (Sanatorio)
- El Sevillanu (Sevillano)
- La Sierra
- La Tabla
- La Teyera (La Tejera)
- El Pibidal
- El Pielgo
- La Talina

## Festividades
Las fiestas locales son el Festival de la Sardina (San Félix), que se celebra el 1 de agosto, y las fiestas del Santísimo Cristo de Candás 14 de septiembre. Destaca también por el gran éxito de público el Festival de Bandes de Gaites "Villa de Candás" (declarado de Interés Turístico Regional) un festival gratuito organizado por la Banda Gaites Candás, que viene celebrándose en el mes de julio desde 1997 y donde se reúnen muchas de las mejores formaciones de Europa con la gaita como denominador común.
También son de destacar las romerías tradicionales de San Antonio (13 de junio) y San Roque (16 de agosto).

### Lugares de interés
- Iglesia de San Félix y Cristo de Candás
- Antigua fábrica de Conservas Ortiz
- Antigua fábrica de conservas Albo
- Antigua Casa Consistorial
- Actual ayuntamiento
- Museo Antón
- Parque de Les Conserveres
- Teatro Prendes
- Faro y ermita de San Antonio
- Ermita de San Roque
- Biblioteca Municipal
- Casa del Cura
- Escultura al pleito de los delfines